# 贾家营站
贾家营站是位于中华人民共和国河北省张家口市宣化县贾家营乡境内，宣庞铁路上的一个火车站。